# Agustín Argüelles Álvarez

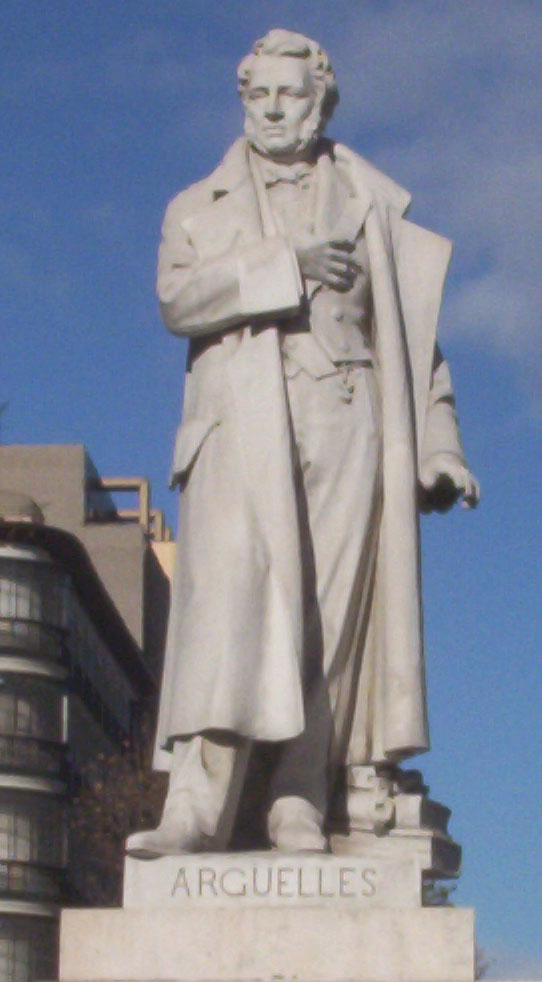
Monument a Agustín Argüelles a Madrid per Josep Alcoverro i Amorós

Agustín Argüelles Álvarez (Ribadesella, Astúries el 28 d'agost del 1776 - Madrid, 27 de març del 1844). Fou advocat, polític del moviment lliberal espanyol i diputat i diplomàtic. Passà a la història amb els malnoms de: El Divino Argüelles i Arístides espanyol. També fou tutor de la reina Isabel II d'Espanya.
Era fill d'una bona família d'ascendència aristocràtica, establerta a Ribadesella, a la costa asturiana. De molt jove treballà com a secretari del bisbe de Barcelona, Monsenyor Pere Díaz Valdés.
Va estudiar a la universitat d'Oviedo (Asturies). S'establí a Madrid en 1800. Fou diputat per Oviedo a les Corts de Cadis. Participà en l'aprovació de les lleis com la llibertat d'impremta (premsa) i l'abolició del torment.
També destacà en la redacció del preàmbul de la primera constitució espanyola (1812), a la que anomenaven "La Pepa". No tardaria que el rei Ferran VII l'enviès a la presó quan el monarca instaurà l'absolutisme. El desembre de 1814 el rei ordenà el trasllat d'Argüelles a Alcúdia, (Mallorca), on restarà des de 1815 fins a 1820.
Fou ministre de Governació durant el trienni liberal (1820-1823), però va dimitir per desavinences amb el rei i marxà a Anglaterra, on treballà com a bibliotecari de lord Holland. A la mort de Ferran VII fou escollit procurador a les Corts de l'Estatut Reial i un dels redactors de la Constitució de 1837. En 1841 fou nomenat president del Congrés. Entre 1841 i 1843 Argüelles fou tutor de la reina Isabel II d'Espanya per desig de les Corts.
Destacà de la seva personalitat la improvisió, intel·ligència i la gran facilitat de paraula.

## Obres
- Catilinaria contra los reyes, papas, obispos, la Inquisición, etc. (Editorial Filadelfia, 1824)
- Apéndice de una sentencia pronunciada el 11 de mayo de 1825.
- Audiencia de Sevilla contra 63 diputados (Londres 1834)
- Exámen histórico de la reforma constitucional (Londres 1835)
- Discurso -20 de juliol de 1841- sobre la venta de los bienes del clero (Madrid 1841).